# アンジェロ・コロンボ
アンジェロ・コロンボ(Angelo Colombo、1961年2月24日 - ）は、イタリア出身の元サッカー選手、サッカー指導者。ポジションはMF。ACミラン、ウディネーゼ・カルチョなどで活躍し、グランデ・ミランの中心選手を務めた。しかし、代表に招集されないまま引退した。

## 経歴
1979年、イタリアのSSDモンツァ1912でデビュー。108試合に出場した後、ASアヴェッリーノ1912、ウディネーゼ・カルチョを経て、イタリアのACミランに移籍。3シーズンの在籍に留まったが、グランデ・ミランの中心選手としてクラブの黄金期を支えた。ASバーリを経て、1995年、オーストラリアのマルコーニ・スタリオンズで引退した。